# Rue Columelle
La rue Columelle est une voie de Nantes, en France.

## Situation et accès
Située dans le centre-ville de Nantes, la rue Columelle, qui relie la rue Baron à la rue Pérelle, est bitumée et ouverte à la circulation automobile. Elle rencontre le cours Foucault.

## Origine du nom
Elle rendrait hommage au célèbre agronome romain Columelle.

## Historique
Le nom actuel de la rue a été attribué en 1836.

## Voies secondaires

### Cours Foucault
Cette artère constitue une impasse.
Localisation : 47° 12′ 39″ N, 1° 32′ 54″ O